# مایکل وترلی
مایکل مانینگ وترلی جونیور (به انگلیسی: Michael Manning Weatherly, Jr.) بازیگر آمریکایی و متولد ۸ ژوئیه در نیویورک ۱۹۶۸ است.

## گزیده فیلم‌شناسی
فهرست برخی از فیلم‌هایی که مایکل وترلی در آنها به ایفای نقش پرداخته است:
- استثنایی‌ها
- دستپاچه
- افسون‌شده (مجموعه تلویزیونی)
- فرشته تاریکی (مجموعه تلویزیونی)
- ان‌سی‌آی‌اس (مجموعه تلویزیونی)